# Cyathobasis fruticulosa
Cyathobasis es un género monotípico de  fanerógamas pertenecientes a la familia Amaranthaceae. Su única especie: Cyathobasis fruticulosa (Bunge) Aellen es originaria de Turquía.

## Propiedades
Una beta-carbolina, a triptamina, y dos alcaloides derivados de feniletilamina y tres compuestos aromáticos conocidos se han aislado de las partes aéreas y las raíces de Cyathobasis fruticulosa.

## Taxonomía
Cyathobasis fruticulosa fue descrita por (Bunge) Aellen y publicado en Candollea 12: 160, en el año 1949. 
Sinonimia
- Girgensohnia fruticulosa Bunge
- Noaea oppositifolia Boiss. ex Bunge[4]